# 石州 (西夏)
石州，西夏时设置的州。
石州开始是为石堡镇，夏景宗广运三年（1036年）升置为石州。治所在今陕西省榆林市横山区东北。同时设石州祥祐军司于此。大致位于银州、夏州二州之间，地当今陕西省榆林市西南，元朝废除石州。